# تپه سربرزه ۱
تپه سربرزه ۱ مربوط به دوره ساسانیان است و در شهرستان چرداول، بخش هلیلان، دهستان هلیلان، ۲۰۰ متری شمال روستای ظاهروند واقع شده و این اثر در تاریخ ۲۲ آبان ۱۳۸۶ با شمارهٔ ثبت ۱۹۹۳۱ به‌عنوان یکی از آثار ملی ایران به ثبت رسیده است.